# Línea 619 (Berazategui)
La línea 619 es una de las dos líneas de colectivos comunales del Partido de Berazategui prestadas por la empresa Micro Ómnibus Quilmes S.A.C.I.F. (MOQSA). El servicio cuenta con SUBE.

## Recorridos
- Ramal "Cruce Varela - El Pato" (ex ramal 1): de Cruce Varela - Estación Berazategui - Hospital Evita Pueblo - Estación Ranelagh - Barrio Bustillo - Barrio Marítimo - Estación Gutiérrez - Rotonda Alpargatas - El Pato.

- Ramal "Alpargatas - Escuela 12": de rotonda Alpargatas (Calle 413 y Camino Centenario) por Ruta Prov. 36, colectora Ruta Prov. 36, puente Rutas Prov. 2 y 36 retomando por colectora Ruta Prov. 36, Calle 619 Bianchi hasta Calle 544 (Escuela 12).